# گروک‌کندی
گروک‌کندی، روستایی است از توابع بخش مرکزی شهرستان خوی استان آذربایجان غربی ایران.

## جمعیت
این روستا در دهستان قره‌سو قرار داشته و بر اساس سرشماری سال ۱۳۸۵ جمعیت آن ۲۳ نفر (۵ خانوار)
بوده‌است.